# نبرد کرامه

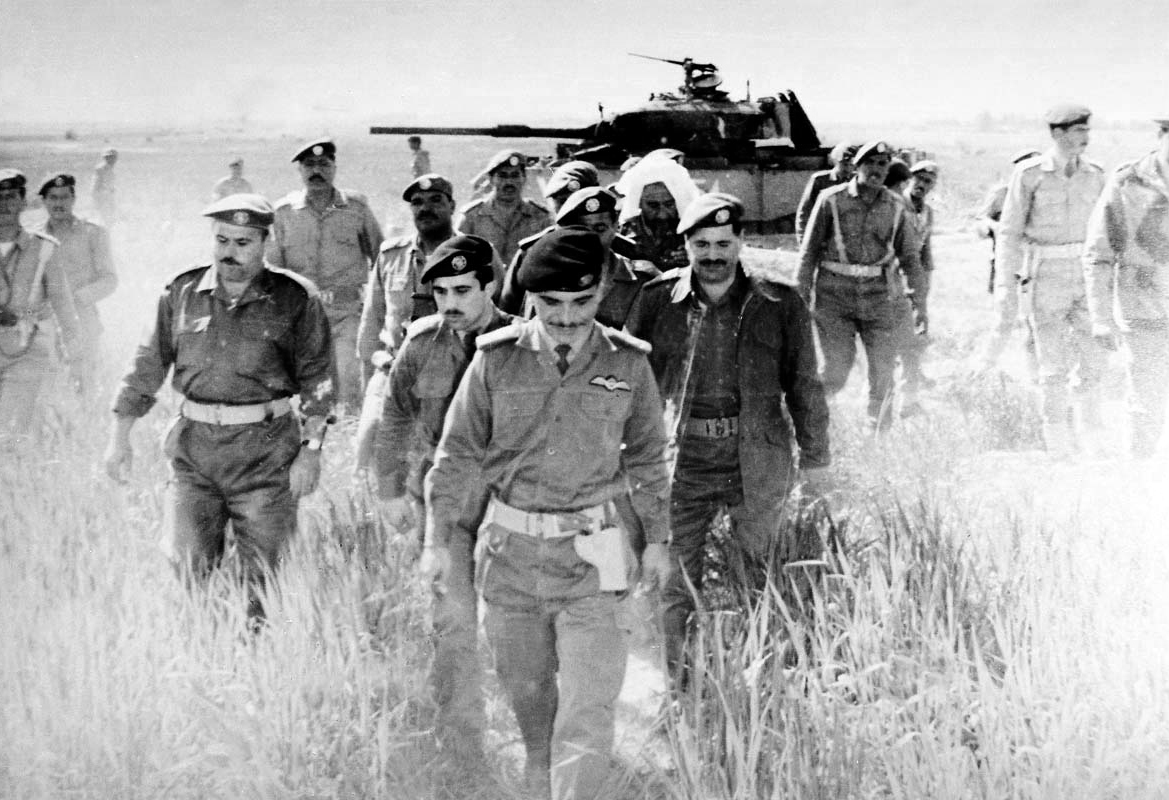
بازدید ملک حسین از منطقه جنگی

نبرد کِرامه (به عربی: معركة الكرامة) (به عبری: פעולת כראמה) به درگیری میان نیروهای ارتش اسرائیل با چریک‌های سازمان آزادی‌بخش فلسطین و ارتش اردن در ۲۱ مارس ۱۹۶۸ در روستای کرامه اردن گفته می‌شود.
در این روز نیروهای اسرائیلی با گذشتن از رود اردن با هدف از بین بردن گروه‌های مقاومت تازه تشکیل شده میان فلسطینیان آواره ساکن دره اردن وارد روستای کرامه شدند، در جنگ تن به تن میان ۳۵۰ تا ۴۰۰ چریک فلسطینی و نیروهای اسرائیلی حدود ۳۰ سرباز اسرائیلی، ۱۰۰ تا ۲۰۰ چریک عضو ساف و ۴۰ تا ۸۴ سرباز اردنی کشته شدند و درگیری با عقب‌نشینی سریع نیروهای اسرائیلی خاتمه یافت. با اینکه شمار تلفات عرب‌ها بسیار بیشتر بود اما با توجه به عقب‌نشینی سریع اسرائیلیان از این نبرد در جهان عرب به عنوان یک پیروزی درخشان یاد می‌شود که پس از شکست سنگین اعراب در جنگ شش روزه ارزشی مضاعف می‌یافت. و قدرت سیاسی و اعتبار روانی ویژه‌ای را به جنبش فتح بخشید.
با وجود تلفات بیشتر اعراب، سازمان آزادی بخش فلسطین که جنبش فتح بزرگترین و مهمترین گروه عضو آن بود خود را فاتح نبرد کرامه می‌دانست، چرا که قوای اسرائیل به سرعت از منطقه عقب‌نشینی کردند. رویارویی نظامی فتح با نیروهای دفاعی اسرائیل آن‌هم پس از شکست یک سال پیش ارتش‌های عرب در جنگ ۶ روزه قدرت فتح را هم از نظر سیاسی و از نظر روانی افزایش داد.
به این ترتیب نبرد کرامه تبدیل به یک پیروزی اسطوره‌ای برای فلسطینیان شد که ادعاهای ملی آنان را به تثبیت می‌کرد. این نبرد برخلاف انتظار اسرائیل نه تنها فتح را تضعیف نکرد، بلکه قدرت مضاعفی به آن بخشید و توجه بین‌المللی را به مسئله فلسطین برانگیخت. به ادعای مقامات فتح فقط در ۴۸ ساعت اول پس از پایان جنگ ۵ هزار فلسطینی تقاضای عضویت در این سازمان را دادند.